# おおきなかぶ、むずかしいアボカド 村上ラヂオ2
『おおきなかぶ、むずかしいアボカド 村上ラヂオ2』（おおきなかぶむずかしいアボカドむらかみラヂオつー）は、村上春樹文、大橋歩画のエッセイ集。

## 概要
2011年7月7日、マガジンハウスより刊行された。『anan』（2009年10月21日号、2010年3月3日号、2010年3月24日号 - 2011年3月23日号）に連載されたものを加筆修正してまとめた、「村上ラヂオ」シリーズの2作目。装丁は葛西薫。2013年12月1日、新潮文庫として文庫化された。
雑誌連載時に毎回ついていた「今週の村上」という一行コメントもすべて収録されている。

## 翻訳
| 翻訳言語        | 翻訳者         | 発行日         | 発行元       |
| --------------- | -------------- | -------------- | ------------ |
| 中国語 (繁体字) | 頼明珠         | 2012年11月12日 | 時報文化     |
| 中国語 (簡体字) | 施小煒         | 2014年10月16日 | 南海出版公司 |
| 韓国語          | クォン・ナムヒ | 2012年6月27日  | 文学思想社   |

上記翻訳版はいずれも大橋歩の絵が用いられている。

## 内容
- 書き始めて途中で放棄した、あるいはアイデアどまりで書かなかった小説の例をいくつか挙げている。医師を欠いた国境たちを描いた「医師なき国境団」、蟹の視点から見た『蟹工船』など。
- 「パーティーが苦手」というエッセイではこう述べている。「とくに文壇関係のパーティーはおおむねひどかったな。これなら暗いじめじめした洞穴の奥で巨大カブトムシと素手で格闘していた方がまだましだと思うことさえあった。」[2]
- 村上はエッセイを書くに際しての原則として「時事的な話題をさけること」を本書の中で挙げているが[3]、2007年に導入された日本のプロ野球の「クライマックスシリーズ」には苦言を呈している。「僕に言わせてもらえば、あんなのは営業のためにでっちあげられた、猿芝居みたいなものだ。」[4]
- 「左か右か」というエッセイで、東条英機のピストル自殺未遂事件が取り上げられている。東条の死に方に関する村上の所感は、『1Q84』の登場人物が述べる所感といくらか共通する[5]。